# نبرد متاروس
نبرد متاروس (به انگلیسی: Battle of Metaurus) یکی از نبردهای محوری در دومین جنگ کارتاژ میان جمهوری روم و کارتاژ بود که در ۲۰۷ق. م نزدیک رود متارو در ایتالیا به وقوع پیوست.
کارتاژی‌ها توسط هاسدروبال بارکا، برادر هانیبال، هدایت می‌شدند؛ کسی که قرار بود تجهیزات محاصره و تقویتی برای هانیبال بیاورد. ارتش روم نیز توسط کنسول مارکوس لیویوس سالیناتور و گایوس کلادیوس نرو رهبری می‌شدند. کلادیوس نرو که به تازگی در حدود چندصد کیلومتری جنوب رود متاوروس در نبرد گرومنتوم در برابر هانیبال جنگیده بود، و با یک رژه که هم آنیبال و هم هاسدروبال از آن بی‌خبر ماندند، به نیروهای مارکوس لیویوس ملحق شد؛ برای همین، کارتاژی‌ها ناگهان خود را از نظر عددی ضعیفتر یافتند. در طول نبرد، رومیان از برتری عددی خود سود جستند تا ارتش کارتاژ را محاصره کرده و قلع و قمع کنند. ۱۵٬۴۰۰ نفر از سربازان کارتاژی کشته یا اسیر گرفته شدند. هاسدروبال خود نیز کشته شد.
این نبرد تفوق رومیان بر ایتالیا را تثبیت کرد. آنیبال که اکنون از حمایت ارتش برادرش محروم شده بود، ناچار شد شهرهای رومیِ جنوب ایتالیا ــ که طرفدار کارتاژ بودند ــ را در برابر فشار روم تخلیه نموده و به بروتیوم (امروزه کالابریا) عقب‌نشینی کند، جایی که چهار سال در آنجا ماند.

## نبرد

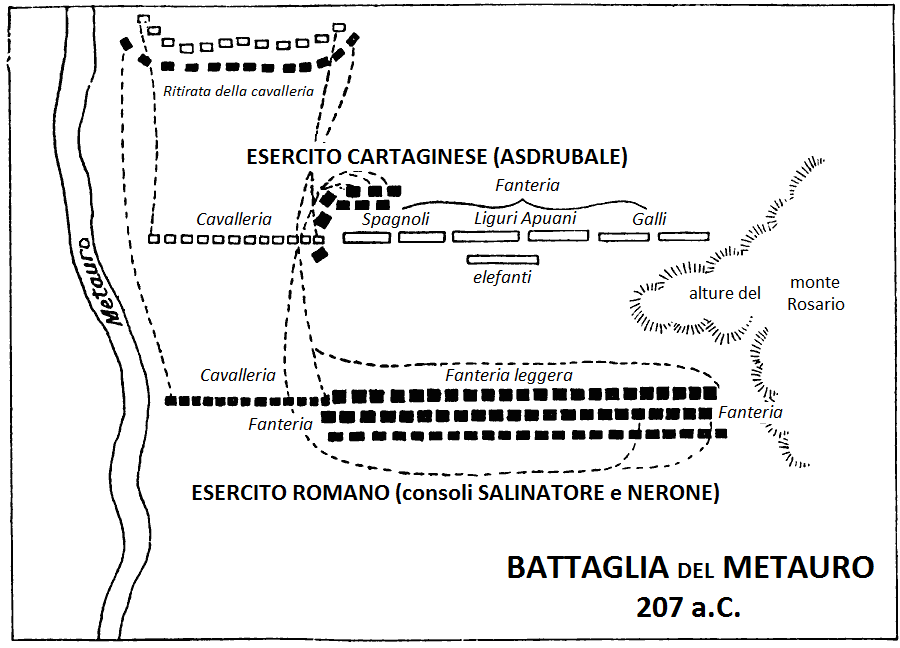
نبرد متاروس

شمار دقیق نیروهای دوطرف مجهول است، همچنان‌که مکان واقعی نبرد. برخی مطالعات جغرافی_باستان‌شناختی با تأیید شواهد باستانی تاریخ‌نگاران قدیم، مکان نبرد را در گدار سرونگارینا دانسته‌اند. نیروهای هاسدروبال (برادر هانیبال) حدود ۳۰٬۰۰۰ نفر تخمین زده می‌شوند، درحالی‌که نیروهای کنسول سالیناتور باید به ۴۰٬۰۰۰ نفر می‌رسید (از میان آنان ۷٬۰۰۰ تحت امر کنسول کلودیوس نرو بودند). مشخص است که هاسدروبال در اقلیت بود و از آن مهم‌تر، از آن سواره‌نظامی که روم از آن بسیار منتفع بود، بی‌بهره بود.
همچون بخش اعظم نیروهای مسلح کارتاژ، نیروهای هاسدروبال ترکیبی از اقوام و فرهنگ‌های گوناگون بودند؛ عدهٔ کمی از آنان اصالت آفریقایی داشتند. بهترین نیروهای هاسدروبال همانا اسپانیولی‌ها بودند که مسلح به شمشیر و سپر بودند، و این نیروها در کنار تعداد کمی نیروی بومی آفریقایی (در مورد این آفریقایی‌ها چندان چیزی نمی‌دانیم؛ آنان احتمالاً مجهز به نیزه بوده و از قلمروهای کارتاژ یا هر نقطه دیگری از آفریقا آورده‌شده‌اند) در جناح راست سپاه کارتاژ واقع شده بودند. در مرکز، پشت ۱۰ فیل جنگی که با موفقیت به محل نبرد آورده‌شده بودند، نیروی مخوفی از آپوانی‌ها جای‌گرفته بود که هرچند به‌اندازهٔ اسپانیولی‌های جناح راست به نبردهای منظم و آرایش‌مند عادت نداشتند (آپوانی‌ها در حقیقت در جنگ چریکی شرکت می‌جستند). درنهایت، در جناح چپ گل‌های نامنظم واقع شده‌بودند؛ گل‌هایی که امیدوار بودند به‌وسیلهٔ زمین ناصاف و کوهی که روبرویشان واقع بود، پناه بگیرند (به تصویر نگاه کنید). رومیان به‌شکلی بسیار منظم دربرابر هاسدروبال پیشروی نمودند. کنسول نرو رهبری جناح راست روم را برعهده داشت تا با گل‌های غیرقابل دسترسی (به سبب موانع طبیعی که روبرویشان بود) رویارو گردد. آغاز جنگ از سوی هاسدروبال بود: وی نیروهای مرکز و راست خود را دربرابر نیروهای کنسول سالیناتور (جناح چپ روم) متمرکز نمود. در ابتدا نبرد باب میل هاسدروبال پیش‌رفت. فیل‌هایش توانستند خطوط رومیان را برهم‌زده و در میان نیروهای سالیناتور ایجاد بی‌نظمی کنند. جناح راست هاسدروبال به رومیان حمله‌ور شد. کنسول نرو در جناح راست روم تلاش بسیاری نمود که موانع طبیعی‌ای که بر سرراهش بودند را پشت‌سرگذارد تا به گل‌های ناآمادهٔ جناح چپ هاسدروبال ضربه بزند. امّا وی بیهودگی این تلاش و اتلاف وقت را دریافت، پس افرادش را از گل‌ها دور کرده و در عوض به پُشت کنسول سالیناتور هدایت کرد که اکنون مشغول نبرد بود، و به منتهی‌الیه جناح‌چپ روم رفت و درنتیجه با اسپانیولی‌ها با خشونت تمام درگیر شد. این چرخش کنسول نرو اسپانیولی‌ها را سردرگم و پریشان ساخت، به طوری‌که همراه با قوم نیرومند آپوانی که تا وقتی مضمحل نشده بودند به نبرد ادامه می‌دادند، نیست‌ونابود شدند.
اکنون تنها نیرویی که برای هاسدروبال باقی‌ماند گل‌های جناح چپش بودند که به‌سبب مستی که شب قبل از نبرد بدان دچار شده بودند، بسیار ناآماده بوده و از جناح راست نیز بی‌حفاظ شده بودند. رومیان بی‌رحمانه بدان‌ها حمله بردند و باهیچگونه مقاومتی هم روبرو نشدند.
ژنرال کارتاژی که می‌دید دیگر کاری از وی ساخته نیست، و نمی‌خواست به‌دست رومیان اسیر شود، در نیمهٔ نبرد وارد جنگ شد و با پایانی شرافتمندانه کُشته شد.

## مراحل نبرد

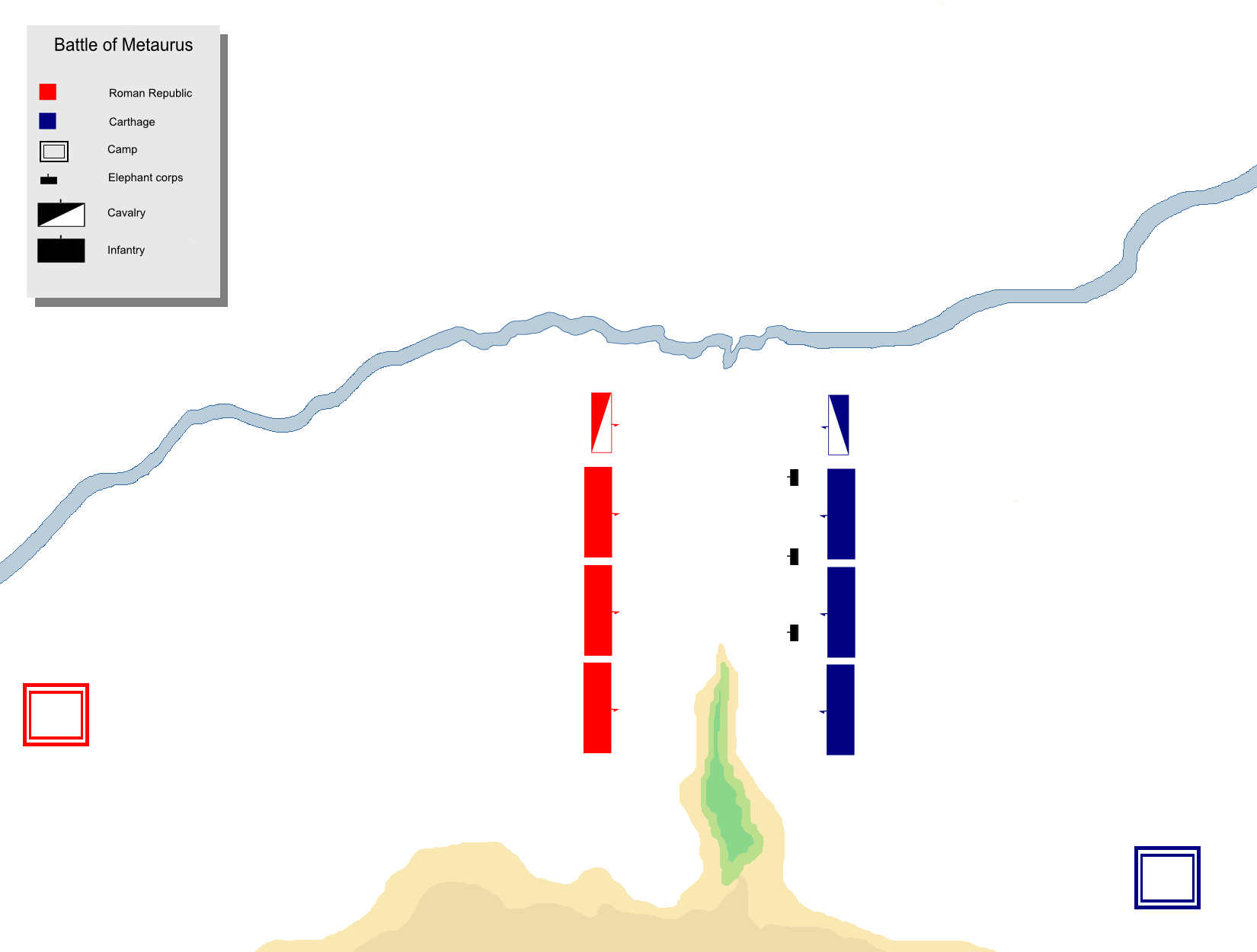
آرایش نیروهای روم (قرمز) و کارتاژ. درمنتهی‌الیه جناح چپ روم و جناح راست کارتاژ، سواره‌نظام (Cavalry) دیده می‌شود. درجلوی سپاه کارتاژ سه شکل سیاه همان فیل‌ها (Elephant corps) هستند. جناح راست روم با یک مانع طبیعی شبیه کوه روبروست و نمی‌تواند به جناح چپ کارتاژ حمله کند.
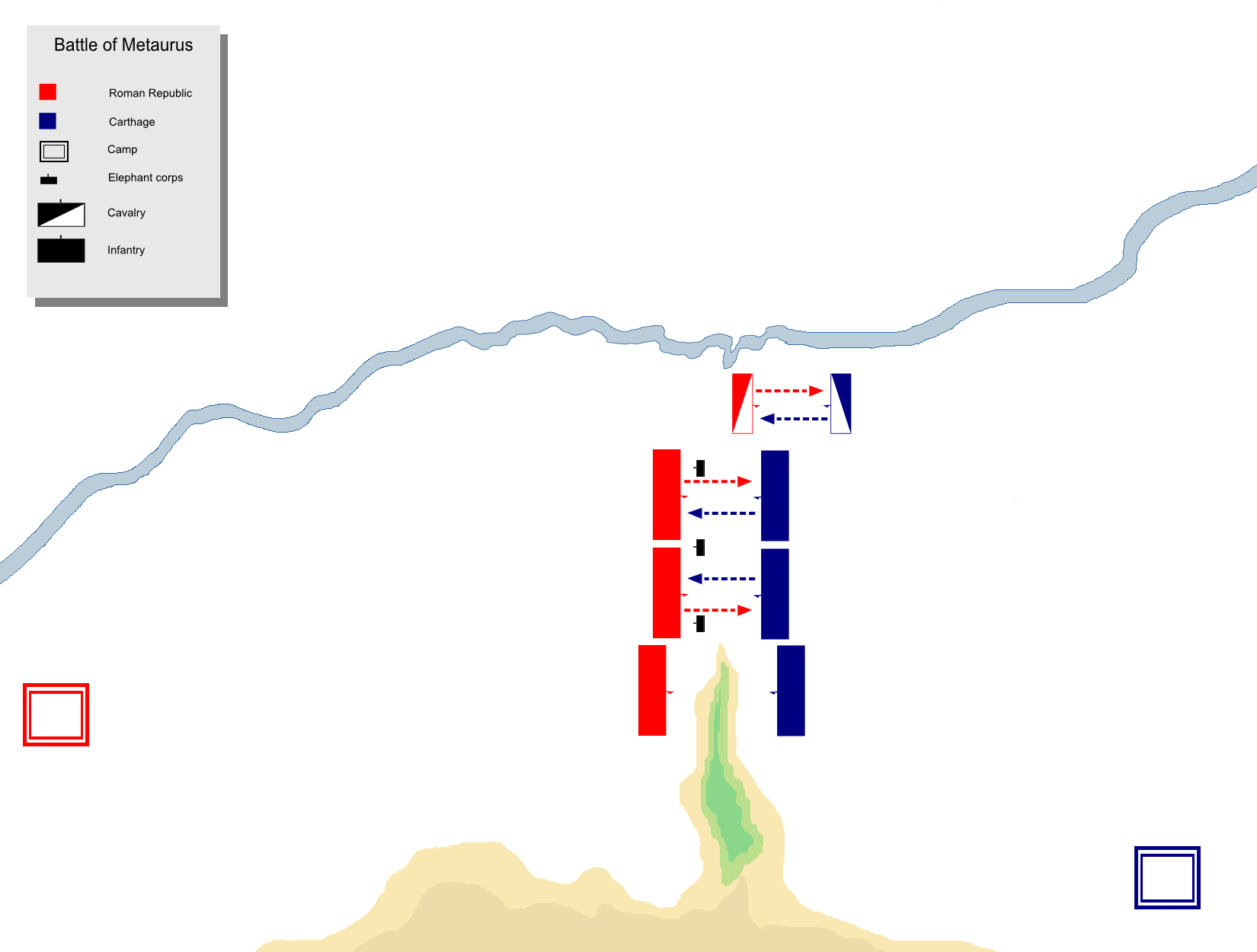
مرحله اول: جناح چپ و مرکزی روم با حمایت سواره‌نظامی که به سوارهٔ کارتاژ یورش برده، به دشمن حمله می‌برد.
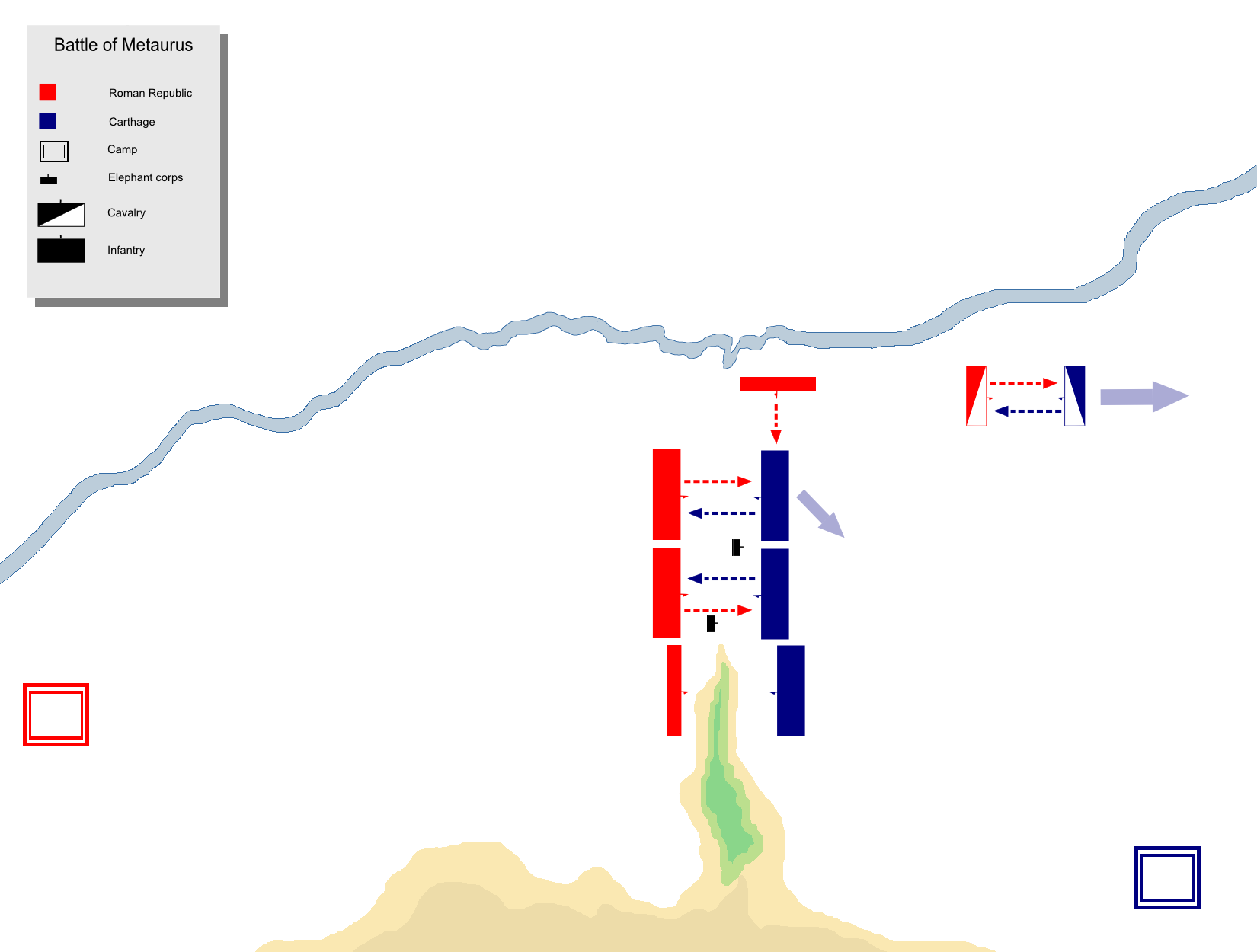
مرحله دوم: کنسول نرو که هدایت جناح راست را برعهده داشت، بخشی از نیروهایش را از پشت‌سر کنسول سالیناتور عبور داده و به جناح راست کارتاژ (که به‌خاطر عقب‌نشینی سواره‌نظامش باز و بی‌حفاظ مانده‌است) یورش می‌برد.
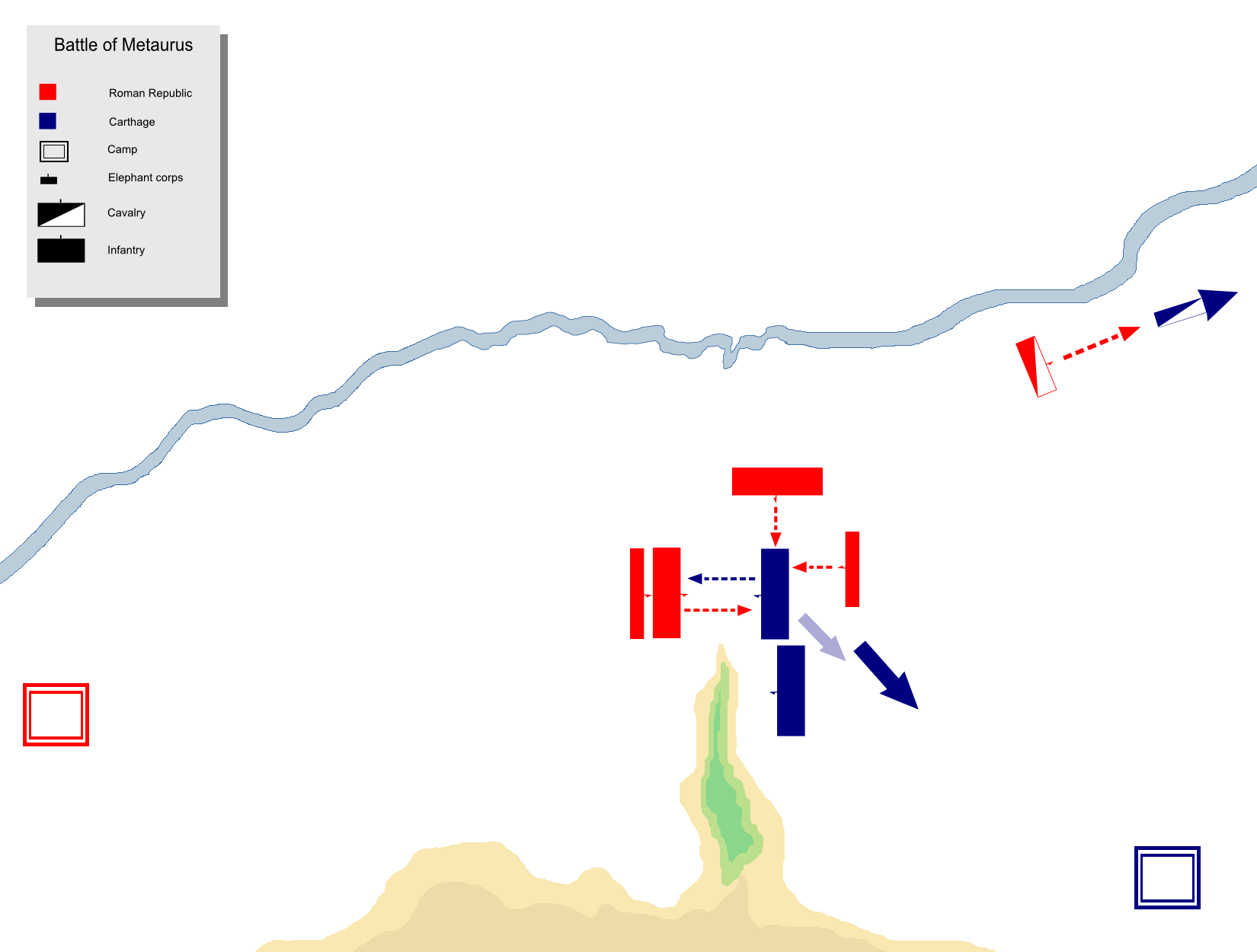
مرحله سوم: در اینجا جناح راست کارتاژ که اکنون از سه طرف محاصره شده، دچار پریشانی و بی‌نظمی می‌شود.
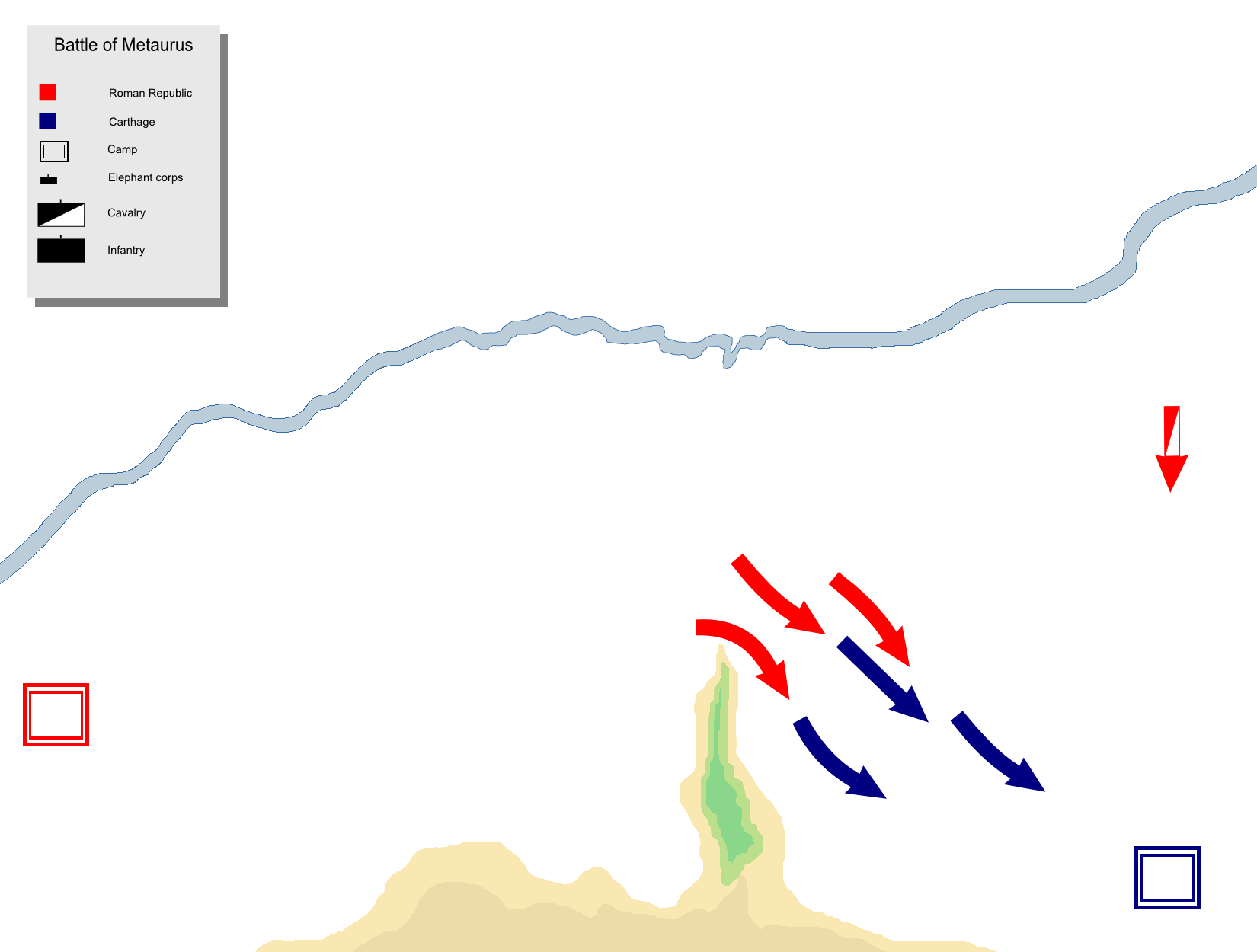
مرحله چهارم: سراسر سپاه کارتاژ عقب نشینی می‌کند.

## پیامدها
کنسول نرو هیچگونه احترامی برای حریف کُشته شده اش قایل نشد. فرمان داد که سر هاسدروبال بُریده و در اردوگاه آنیبال انداخته شود تا از مرگ برادر خود مطلع شود. نبرد متاروس اولین پیروزی روم در یک نبرد سنگین در ایتالیا بود. با این نبرد، تلاش حکومت کارتاژ در ارسال تدارکات و نیروهای تقویتی برای آنیبال به شکست انجامید و روم از این تدارکات فقط به سود خود بهره جُست. نبرد متاروس به طوری که اسکولارد می‌گوید، «حادثه ای تعیین‌کننده در تاریخ جهان و برکتی حقیقی برای روم» بود.
هرچند در منابع در مورد کنسول نرو اطلاعات کمی گفته شده‌است اما آثار و پیامدهای پیروزی اش در این نبرد، ضمن دفاع از جمهوری، بسیار قابل توجه اند. آنیبال تا ۲۰۳ق. م در ایتالیا باقی ماند، اما به کالابریا محدود شد. وی دیگر در حد و اندازه ای نبود که در نبردی باز با رومیان رودررو شود. آنیبال تا زمانی که شیپیونه آفریکانو جبهه ای تازه در شمال آفریقا علیه امپراتوری کارتاژ به راه انداخت، در ایتالیای جنوبی ماند.
ژنرال آنیبال و ژنرال شیپیونه در سال ۲۰۲ق. م در نبرد زاما با یکدیگر رویارو شدند؛ در این نبرد آنیبال ۸۰ فیل (که برای آن دوره بسیار گران می‌نمود) را به کار برد و از حیث شمار پیاده‌نظام بر شیپیونه برتری داشت (هرچند از حیث سواره نظام فروتر بود) و جویای نبردی قاطع بود اما شکست سنگینی متحمل شد.
اگر هاسدروبال در نبرد متاروس پیروز می‌شد و ارتش خود را به ارتش برادرش منضم می‌کرد، شاید دومین جنگ کارتاژ سرنوشت دیگری می‌داشت؛ اما شایدهم چنان‌که اسکولارد گمان می‌کند، «حتی اگر نتیجه جنگ متفاوت می‌بود، باز به سختی می‌توانست به پایان جنگ‌های پونیک منجر شود». اهمیت نبرد متاروس مورد توجه تاریخدانان قرار گرفته‌است. در پانزده نبرد سرنوشت ساز جهان اثر ادوارد کریسی (۱۸۵۱)، این نبرد به سبب آنکه مؤثراً تهدید کارتاژ علیه هژمونی جهانی روم را از بین برد و آنیبال را در ایتالیا منزوی ساخت، مورد توجه این تاریخ‌نگار قرار گرفته‌است. پل دیویس نیز اهمیت این نبرد را در «شکست کارتاژ که سبب شد تلاش‌ها برای تقویت و پشتیبانی آنیبال قطع شده و کوشش‌های وی در ایتالیا محکوم به شکست گردد، و روم بتواند بر اسپانیا تسلط یابد» ذکر می‌کند.
نبرد متاروس زیر سایه بقیه نبردهای دومین جنگ پونیک (از جمله پیروزی شاهکارگونه آنیبال در نبرد کانای یا شکست وی در نبرد زاما) کمرنگ واقع شده و برای همین کمتر مورد توجه قرار گرفته‌است. با این حال، آثار پیروزی کنسول کلودیوس نرو و کنسول مارکوس لیویوس سالیناتور، اهمیتی شایان توجه در میان تاریخ‌نگاران کسب نموده‌است، نه تنها در تاریخ روم بلکه در تاریخ تمامی جهان.